# Arrest Mulder/Credit Lyonnais
Het arrest Mulder/Credit Lyonnais (HR 17 februari 1995, NJ 1996/471) is een arrest van de Nederlandse Hoge Raad dat van belang is voor de rechtspositie van een stille pandhouder ten aanzien van vorderingen die rond een faillissement aan de pandgever of de curator zijn betaald.

## Casus
Connection Technology BV heeft zich in 1985 verplicht al haar uitstaande en toekomstige vorderingen tot zekerheid over te dragen aan Credit Lyonnais Bank Nederland NV. Bij de invoering van het Nieuw Burgerlijk Wetboek in 1992 werd deze verplichting door de werking van art. 86 van de Overgangswet omgezet in een verplichting tot vestiging van een pandrecht op de vorderingen. Credit Lyonnais heeft derhalve een stil pandrecht op de vorderingen van Connection jegens haar debiteuren. Op 13 november 1992 vernam de bank dat Connection voornemens was na het weekend haar faillissement aan te vragen. Op 16 november zegt de bank haar krediet op. Connection vraagt op 16 november faillissement aan, hetgeen op 17 november wordt uitgesproken. Op 25 en 26 november deelt Credit Lyonnais aan de debiteuren van de verpande vorderingen haar pandrecht mee. In de periode rond het faillissement is door de debiteuren van Connection geld overgemaakt. Credit Lyonnais verrekent dit geld dat op een bij haar aangehouden rekening-courant is gestort, met het openstaande krediet. Maar ook de curator van het gefailleerde Connection, mr. Mulder, vordert de bedragen. 

## Rechtsvraag
De vraag is of de bedragen die rond het faillissement door debiteuren zijn betaald op grond van het stille pandrecht aan de pandhouder (Credit Lyonnais) of aan (de faillissementsboedel van) Connection toevallen.

## Procesgang
De Rechtbank oordeelt dat Credit Lyonnais de betaalde bedragen mocht verrekenen. De bank was immers niet slechts een toevallig tussenstation, maar tevens stil pandhoudster. Partijen komen overeen in sprongcassatie te gaan.

## Hoge Raad
De Hoge Raad oordeelt dat Credit Lyonnais de girale betalingen die zijn gedaan voordat zij aan debiteuren mededeling had gedaan van haar pandrecht, toch ter voldoening van aan haar stil verpande vorderingen in verrekening mag brengen. Het pandrecht vormt, door de voorrangspositie die dit recht geeft, de rechtvaardiging van de uitzondering op de regel van de paritas creditorum. De Hoge Raad baseert zich hierbij mede op de wetsgeschiedenis, waarin door de wetgever is beoogd aan een pandhouder middels het stille pandrecht zo veel mogelijk dezelfde positie te verschaffen als door een zekerheidsoverdracht zou zijn geschied.

## Belang
Het belang van het arrest Mulder/Credit Lyonnais is dat een bank die behalve financieel dienstverlener tevens pandhouder is, ook betalingen mag verrekenen die gedaan zijn rond een faillissement, ook wanneer deze betalingen hebben plaatsgevonden voordat de bank aan debiteuren zijn pandrecht heeft meegedeeld.

## Wettelijk kader

###### Betaling van verpande vordering aan curator, voor mededeling.
Als de vordering aan de curator van de gefailleerde pandgever wordt voldaan, gaat de vordering teniet en daarmee het hierop rustende pandrecht. De pandhouder heeft dan géén recht op afgifte van het ontvangen geldbedrag. Maar, zo stelt de Hoge Raad, behoudt wel voorrang op de opbrengst van de verpande vordering, nadat de uitdelingslijst verbindend is geworden en bijgedragen is aan de faillissementskosten in verband met art. 182 lid 1(f) Faillissementswet.

###### Inning van verpande vordering en verrekening, in het zicht van faillissement.
Als een vordering vlak voor het faillissement van de pandgever giraal wordt voldaan bij de bank, tevens pandhouder, mag de bank deze betaling van de debiteur niet verrekenen met de vordering die de pandhouder heeft op de pandgever, indien de bank niet te goeder trouw is. Dat wil zeggen, weet heeft van een aanstaand faillissement. De betaling dient dan in de faillissementsboedel te belanden.

###### Inning van verpande vordering door pandgever, buiten faillissement
Bij inning van stil verpande vordering door de pandgever, buiten faillissement, en dus voor mededeling door pandhouder. Vindt geen zaaksvervanging plaats, het pandrecht komt niet op het geïnde bedrag te rusten maar gaat teniet. En er is géén voorrang zoals dat er wel is bij faillissement. 